# Héctor Cubillos Peña
Héctor Cubillos Peña (ur. 17 listopada 1949 w Bogocie) – kolumbijski duchowny rzymskokatolicki, od 2004 biskup Zipaquirá.

## Życiorys
Święcenia kapłańskie przyjął 29 listopada 1974 z rąk kardynała Aníbal Muñoz Duque i został inkardynowany do archidiecezji bogotańskiej. Był m.in. rektorem niższego (1977-1978) i wyższego (1994-1996) seminarium w Bogocie, kanclerzem kurii (1997-2000) oraz wikariuszem biskupim dla strefy duszpasterskiej "Niepokalanego Poczęcia" (2001-2002).

### Episkopat
15 lutego 2002 papież Jan Paweł II mianował go biskupem pomocniczym archidiecezji Bucaramanga i biskupem tytularnym Fesseë. Sakry biskupiej udzielił mu 23 marca tegoż roku abp Víctor Manuel López Forero.
30 czerwca 2004 został prekonizowany biskupem Zipaquirá. Ingres odbył się 14 sierpnia 2004.